# Skalarno polje
Skalarno polje je funkcija, ki vsaki točki prostora pripiše skalar. Skalar je običajno realno število (včasih je lahko tudi kompleksno število) ali pa fizikalna količina.  Skalarno polje ni odvisno od koordinatnega sistema. Te vrste polj obravnava teorija skalarnega polja.

## Definicija skalarnega polja
Skalarno polje dobimo, če vsaki točki P prostora ({\displaystyle \mathbb {R} ^{n}}) pripišemo skalar {\displaystyle \varphi }
{\displaystyle P\in \mathbb {R} ^{n}}
{\displaystyle \varphi :\ \mathbb {R} ^{n}\rightarrow \mathbb {R} }
{\displaystyle P\mapsto \varphi (P)}
Z {\displaystyle n\,} je označena razsežnost prostora.
V trirazsežnem prostoru  (točka je določena s koordinatami {\displaystyle x\,}, {\displaystyle y\,} in {\displaystyle z\,}) je to
{\displaystyle P=(x,y,z)\,}
{\displaystyle \varphi :\ \mathbb {R} ^{3}\rightarrow \mathbb {R} }
{\displaystyle P\mapsto \varphi (P)=\varphi (x,y,z)}

## Vrste skalarnih polj
V fiziki s skalarnim poljem pogosto opišemo potencialno energijo, ki je povezana z določemo silo. Silo opišemo z vektorskim poljem, ki se dobi kot gradient skalarnega polja potencialne energije.Najlažje pa je razumljiv pojem skalarnega polja z opisom porazdelitve temperature (tudi pritiska) v prostoru. 
V kvantni teoriji polja je skalarno polje povezano z delci, ki imajo spin 0 (primer: mezoni). Kompleksno skalarno polje je povezano z nabitimi delci .
Med skalarna polja prištevamo tudi Higgsovo polje.